# كاورو فوغينو
كاورو فوغينو (باليابانية: 藤野かほる؛ بالكانا: ふじの かおる) هي مؤدية صوت يابانية، ولدت في 21 مايو 1972 في كوتشي في اليابان.

## روابط خارجية
- كاورو فوغينو على موقع ANN person (الإنجليزية)